# Sluis (waterbouwkunde)

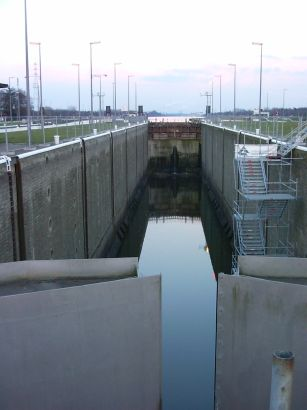
Sluis op het Albertkanaal te Godsheide in herstelling (2004)

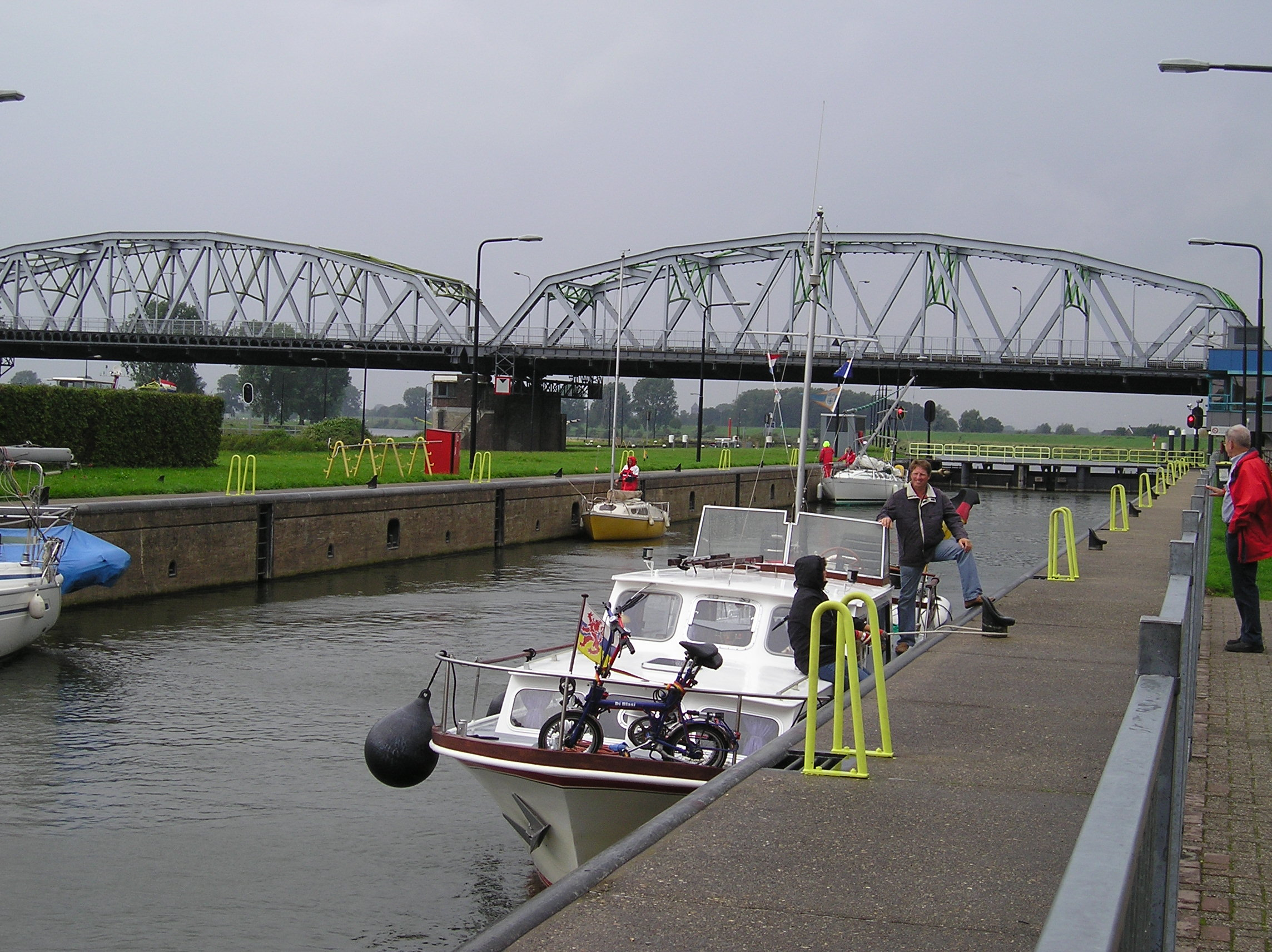
Sluis- en stuwcomplex onder de John S. Thompsonbrug te Grave

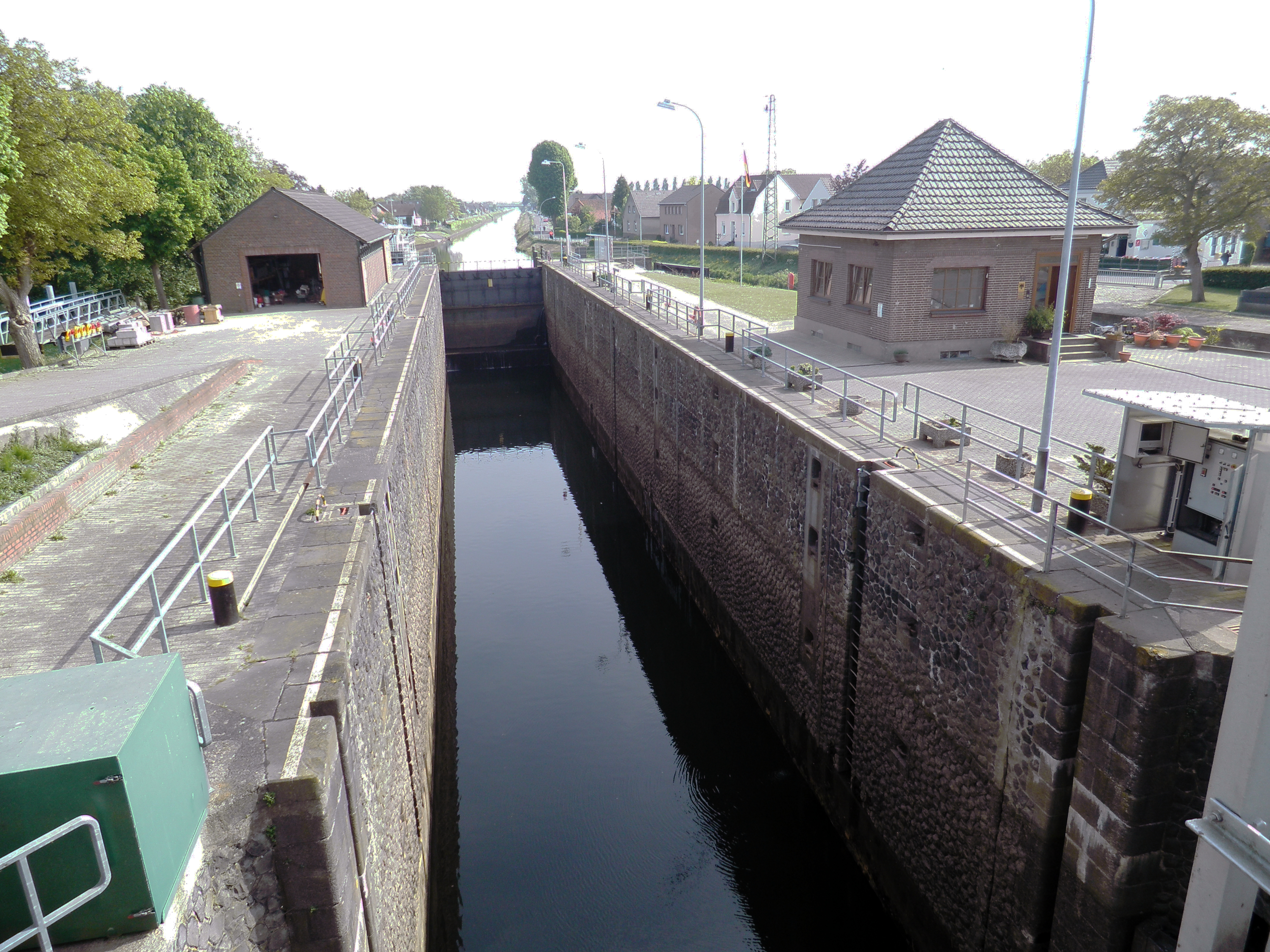
Sluis in Spoykanaal te Kleve-Wardhausen, Duitsland

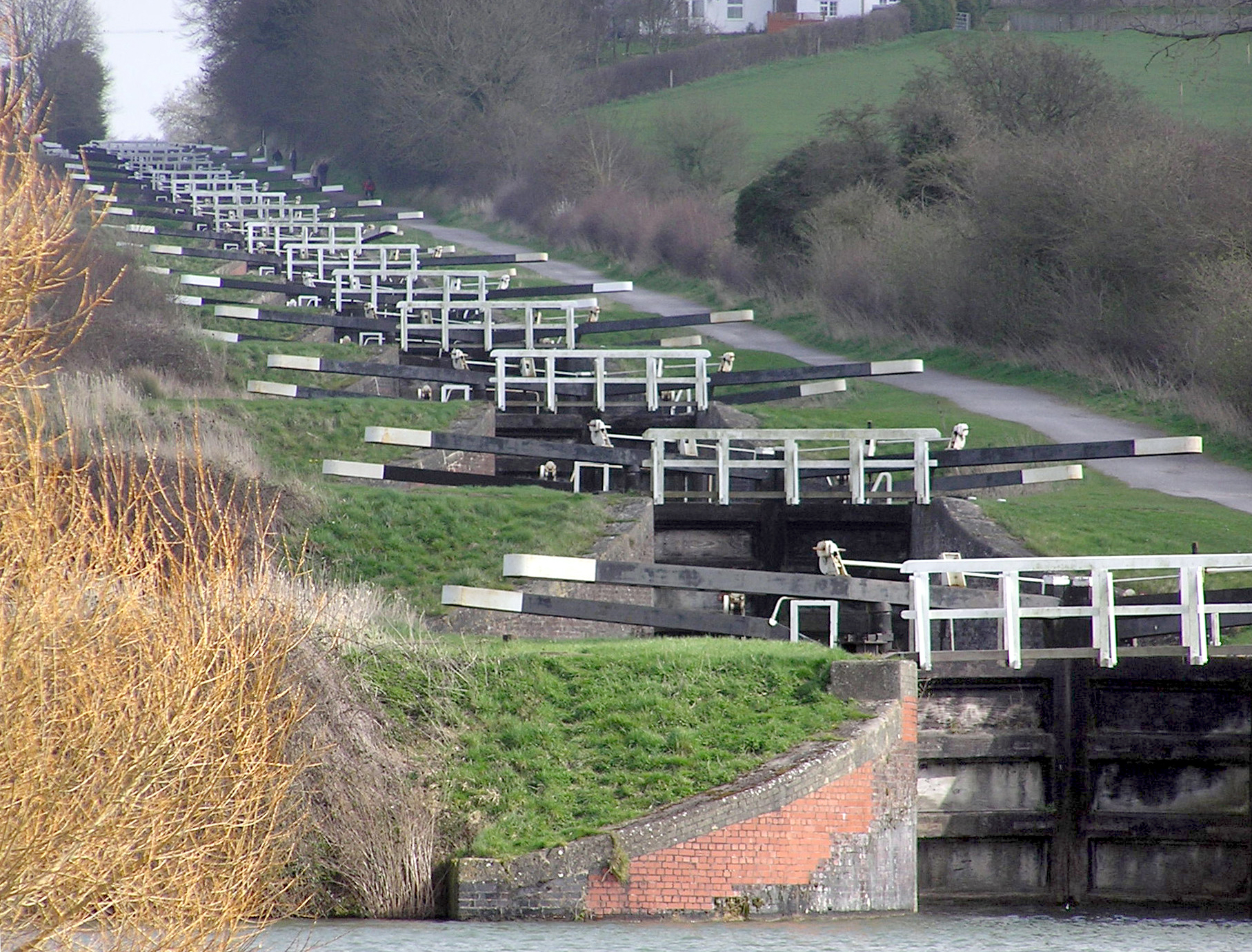
Sluizen in het Kennet-Avonkanaal in Engeland

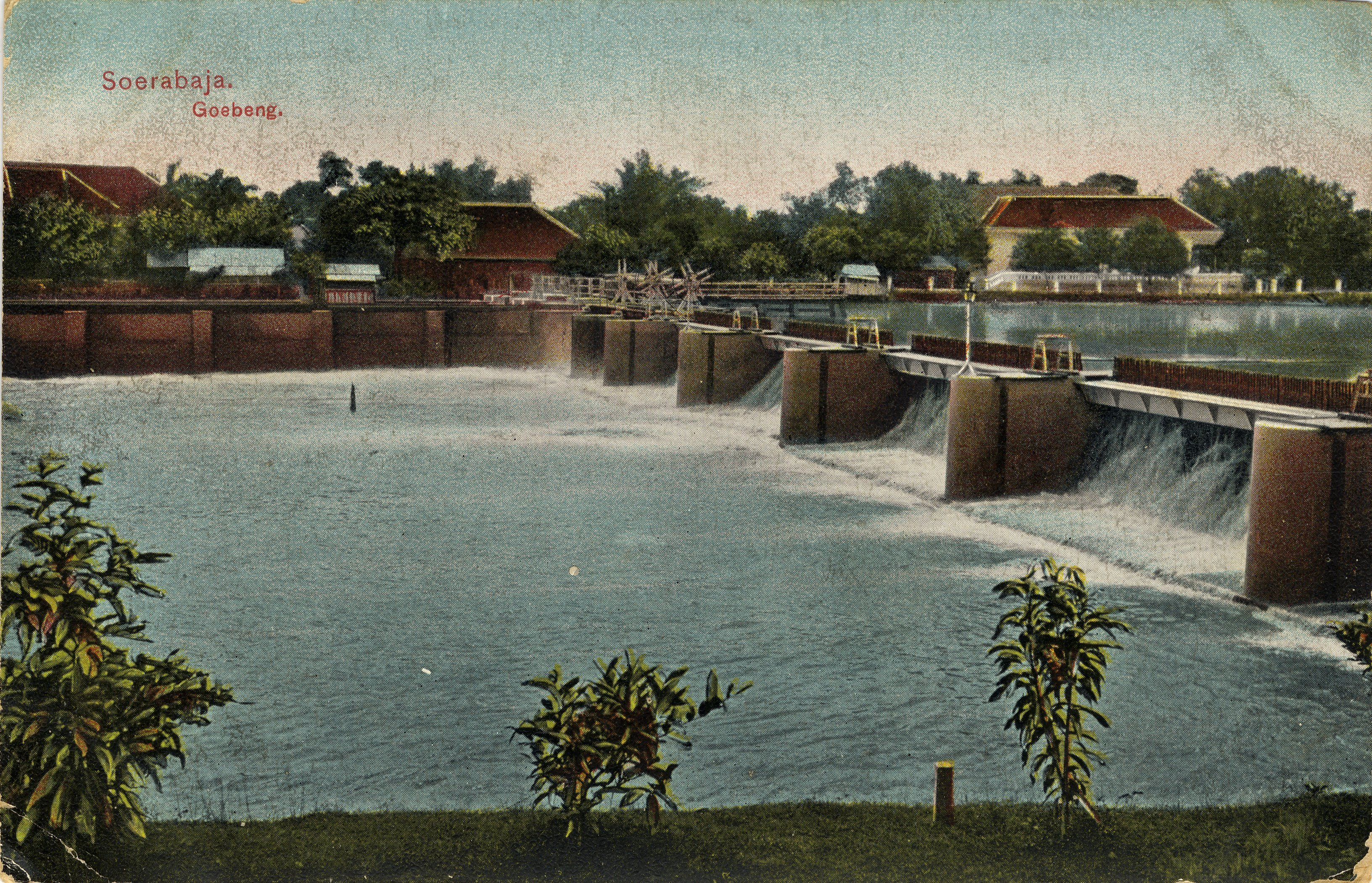
De Caenheuvelsluizen van Goebeng, Soerabaja, 1906..1930. Collectie KITLV.

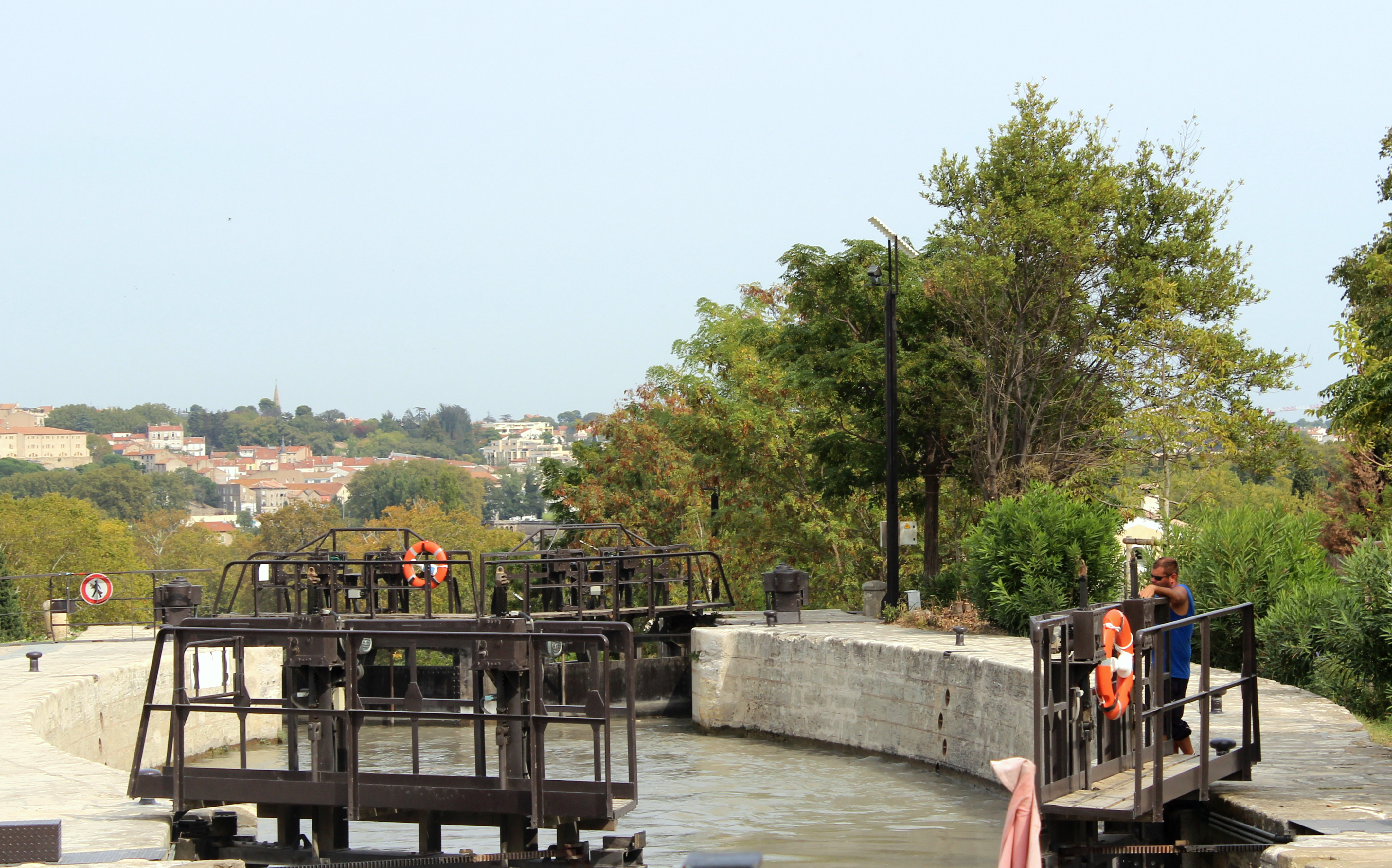
Sluis bij het Sluizen van Fonserannes (Canal du Midi, Frankrijk).

Een sluis is een waterbouwkundig kunstwerk in een waterkering tussen twee waterwegen met een verschillend waterpeil, dat dient om water te keren, maar dat door een beweegbaar mechanisme ook water of schepen kan laten passeren. Voor het doorlaten van schepen wordt soms sluisgeld (een soort belasting) geheven. Om het geld te innen kan de sluiswachter - net als traditioneel bij een brug - een oude klomp aan een hengel neerlaten.
Het woord sluis is afkomstig van het Oud-Franse excluse (later écluse), dat weer uit het Middellatijn exclûse ontstaan is, en wil zeggen: 'wat buitengesloten is'.
De oudste nog in gebruik zijnde sluis in Europa is de Kolksluis Spaarndam.
De grootste sluis ter wereld is anno 2022 de Zeesluis IJmuiden, die net 2 m breder is dan de tot dan toe grootste sluis, de Kieldrechtsluis in de Haven van Antwerpen.
Bij een sluis is haast altijd een brug waarlangs het wegverkeer de overkant kan bereiken. Is er geen brug, dan kunnen voetgangers over de sluisdeur lopen; daarom zijn er brugleuningen op de deur.

## Bediening
Sluizen werden oorspronkelijk ter plaatse en met de hand bediend. Net als bij bruggen en gemalen is de bediening tegenwoordig meestal geautomatiseerd, bijvoorbeeld met behulp van SCADA. Hierdoor kan de bediening ook steeds vaker op afstand plaatsvinden, maar wordt ook het risico groter dat onbevoegden inbreken op het bedieningssysteem.

## Soorten
Men onderscheidt twee typen sluizen:
- met scheepvaartfunctie:
  - de schutsluis, (ook wel: verlaat), met ten minste twee stel deuren een schutkolk vormend en geschikt voor het doorlaten (het schutten) van schepen.
- voor de waterhuishouding:
  - de spui- of keersluis, ook wel zijl in Nederland, houdt met een (soms twee) stel sluisdeuren of een afsluiter water tegen en dient voor het spuien van water.
  - de inlaat- of duikersluis.
  - de waaiersluis waarmee o.a. geïnundeerd kan worden.

## Afgeleide betekenis
In een afgeleide betekenis wordt het woord sluis ook gebruikt voor een tussenruimte of overgang tussen twee gebieden, bestaande uit twee deuren die niet gelijktijdig geopend worden:
- astronauten begeven zich vanuit een ruimteschip naar de ruimte via een luchtsluis;
- duikers verlaten een duikboot via een sluis;
- verpleegkundigen komen in een steriele kamer via een aseptische sluis;
- een doka, waarin fotografisch materiaal wordt verwerkt, kan toegankelijk zijn via een lichtsluis;
- een gevangenis of bank kan toegankelijk zijn via een sluis, zodat onbevoegden niet in een keer kunnen doorlopen, zie sluis (beveiliging).
- De mogelijkheid om bij sluizen de waterloop te passeren leidde tot de betekenis van brug, zelfs als er geen functionerende sluis meer aanwezig was. Vooral in het (oudere) Amsterdam komt deze betekenis nog voor in brugnamen: Overtoomse Sluis, Prinsensluis, Hogesluis.

## Plaatsnamen
Enkele plaatsnamen die zijn afgeleid van sluis, van Sas of van Verlaat:
- Benedensas
- Goese Sas
- Hellevoetsluis
- Maassluis
- Sas van Gent
- Sluis
- Sluiskil
- Strijensas
- Verlaat
- Woerdense Verlaat
- Zwartsluis
- Sas-Slijkens
- Blokzijl